# Gerhard Stolle
Gerhard Stolle (ur. 11 listopada 1952) – niemiecki lekkoatleta, średniodystansowiec,  medalista halowych mistrzostw Europy. W czasie swojej kariery reprezentował Niemiecką Republikę Demokratyczną.
Zdobył srebrny medal w biegu na 800 metrów na halowych mistrzostwach Europy w 1973 w Rotterdamie, za Francisem Gonzalezem z Francji, a przed Jozefem Plachým z Czechosłowacji. Zajął 5. miejsce w tej konkurencji na mistrzostwach Europy w 1974 w Rzymie.
Zwyciężył w biegu na 800 metrów na halowych mistrzostwach Europy w 1975 w Katowicach, przed Belgiem Ivo Van Damme i Władimirem Ponomariowem ze Związku Radzieckiego.
Był mistrzem NRD w biegu na 1500 metrów w 1976, wicemistrzem w biegu na 800 metrów w 1974, 1975 i 1976 oraz brązowym medalistą na 800 metrów w 1973. Był również mistrzem NRD w hali na 800 metrów w 1973, 1975 i 1976 oraz wicemistrzem na tym dystansie w 1972.
Rekordy życiowe Stollego:
| Konkurencja         | Data i miejsce                   | Wynik   |
| ------------------- | -------------------------------- | ------- |
| bieg na 800 metrów  | 4 września 1974, Rzym            | 1:46,19 |
| bieg na 1000 metrów | 28 sierpnia 1974, Poczdam        | 2:17,9  |
| bieg na 1500 metrów | 8 sierpnia 1976, Karl-Marx-Stadt | 3:42,6  |